# أرنولد بالمر
أرنولد دانيل بالمر (بالإنجليزية: Arnold Daniel Palmer)‏ (10 من سبتمبر 1929 - 25 سبتمبر 2016) هو لاعب جولف محترف أمريكي، والذي يُعتبر بشكلٍ عامٍ واحدًا من أعظم اللاعبين في تاريخ رياضة الجولف للمحترفين. ولقد فاز في العديد من الأحداث في كلٍ من بطولة بي جي إيه (PGA Tour) وبطولة الأبطال (Champions Tour)، التي يعود تاريخها إلى عام 1955م. وقد لُقب بالمر بـ «الملك»، وهو يعد واحدًا من نجوم الجولف الأكثر شهرةً ورائد اللعبة الأكثر أهميةً، بسبب كونه النجم الخارق الأول على مدار العصر الذي صور فيه التلفاز هذه الرياضة، والذي بدأ في خمسينيات القرن العشرين. ويُعد بالمر جزءًا من «الثلاثة الكبار» في رياضة الجولف، جنبًا إلى جنب مع جاك نيكلاوس (Jack Nicklaus) وجاري بلاير (Gary Player)، الذين لهم الفضل في ترويج وتسويق الرياضة في جميع أنحاء العالم.
فاز بالمر بـ جائزة أفضل إنجاز لبطولة بي جي إيه (PGA Tour Lifetime Achievement Award) في عام 1998م، وفي عام 1974م تم إدراجه في قاعة مشاهير الجولف على الصعيد العالمي.

## وصلات خارجية
- أرنولد بالمر على موقع IMDb (الإنجليزية)
- أرنولد بالمر على موقع الموسوعة البريطانية (الإنجليزية)
- أرنولد بالمر على موقع ميوزك برينز (الإنجليزية)
- أرنولد بالمر على موقع إن إن دي بي (الإنجليزية)
- أرنولد بالمر على موقع ديسكوغز (الإنجليزية)
- أرنولد بالمر على موقع رابطة لاعبي الغولف المحترفين (الإنجليزية)
- أرنولد بالمر على موقع رابطة أوروبا للاعبي الغولف المحترفين (الإنجليزية)
- أرنولد بالمر على موقع قاعة فلوريدا للمشاهير الرياضية (الإنجليزية)
- أرنولد بالمر على موقع قاعة كارولاينا الشمالية للمشاهير الرياضية (الإنجليزية)

- الموقع الرسمي
- Arnold Palmer – Profile at Golflegends
- Arnold Palmer Invitational – PGA Tour event
- Arnold Palmer Design Company
- Arnold Palmer Hospital for Children
- Bay Hill Club and Lodge – Palmer's winter home course
- Latrobe Country Club – Palmer's summer home course
- Arnold Palmer Tee – Palmer's namesake half iced tea and half lemonade drink